# Echinocucumis tenera
Echinocucumis tenera is een zeekomkommer uit de familie Ypsilothuriidae.
De wetenschappelijke naam van de soort werd in 1958 gepubliceerd door Gustave Cherbonnier.